# Atanasio Torres Martín
Atanasio Torres Martín (Fuentepelayo (Segovia), 1863 - Segovia, 1928) fue un militar español autor de un importante tratado sobre balística. Fue Premio Daoíz en el quinquenio comprendido entre 1923 y 1928.

## Biografía
Nació en Fuentepelayo (Segovia) en 1863 e ingresó en la Academia de Artillería en 1880.
Al finalizar los estudios fue destinado al norte de España, participó en las operaciones de África y más tarde a Cuba, donde colaboró con Salvador Díaz-Ordóñez y Escandón en los trabajos para realizar las tablas de tiro e instrucciones del material Krupp que sustituía al Plasencia.
Asistió a diferentes acciones de guerra y regresó a la Península en 1899, para hacerse cargo del destino de profesor en la Academia de Artillería donde colaboró con los profesores Diego Ollero y Carmona y Onofre Mata y Maneja en estudios y proyectos. 
Investigador y matemático, fue reconocido internacionalmente por sus estudios balísticos.
Fue comisionado para normalizar y unificar la fabricación de la cartuchería en la fábrica de Toledo y organizó la Escuela Automovilística de Artillería.
Es autor de la Balística Exterior y numerosos folletos y artículos. 
Falleció en Segovia en 1928.
- Datos: Q16489108